# Comuna Oleksandrivka, Snihurivka
Oleksandrivka (în ucraineană Олександрівка) este o comună în raionul Snihurivka, regiunea Mîkolaiiv, Ucraina, formată din satele Mîhailivka și Oleksandrivka (reședința).

## Demografie
Componența lingvistică a comunei Oleksandrivka
     Ucraineană (92,67%)
     Rusă (6,53%)
     Alte limbi (0,54%)
Conform recensământului din 2001, majoritatea populației comunei Oleksandrivka era vorbitoare de ucraineană (92,67%), existând în minoritate și vorbitori de rusă (6,53%).